# Caspar Olevianus
Kaspar Olevianus (eller Caspar Olevian (født 10. august 1536, død 15. marts 1587) var en tysk reformert teolog under reformationen. Han studerede som ung i Paris og senere i Bourges, hvor han blev inspireret af den reformerte tænkning. Ved sin tilbagevenden til fødebyen Trier kom han i konflikt med det lokale præsteskab. I 1560 blev han ansat ved Heidelberg Universitet, og har tidligere været antaget for sammen med Zacharias Ursinus at være forfatter til Heidelberg-katekismen. Denne teori er dog blevet betvivlet af nogle moderne forskere.

## Eksterne links
- Wikimedia Commons har flere filer relateret til Caspar Olevianus
- Rev. John M'Clintock, D.D.; James Strong, S.T.D. (1877). "Olevianus, Caspar (1536-1587)". Cyclopaedia of Biblical, Theological, and Ecclesiastical Literature. Vol. Vol. VII. New York: Harper & Brothers. s. 343-344. Arkiveret fra originalen 23. september 2015. Hentet 5. oktober 2017. {{cite encyclopedia}}: |volume= har ekstra tekst (hjælp)
- Litteratur af og om Caspar Olevianus i det tyske nationalbiblioteks katalog
- Webseite of the Caspar Olevian Society, Trier
- Olevian in the Glaubenzeugen Calendar